# Serra Talhada (kommun)
Serra Talhada är en kommun i Brasilien.   Den ligger i delstaten Pernambuco, i den östra delen av landet, 1 300 km nordost om huvudstaden Brasília. Antalet invånare är 79 241.
Följande samhällen finns i Serra Talhada:
- Serra Talhada

Omgivningarna runt Serra Talhada är huvudsakligen savann. Runt Serra Talhada är det glesbefolkat, med 14 invånare per kvadratkilometer.